# Øksfjorden (Lødingen)
 For alternative betydninger, se Øksfjorden. (Se også artikler, som begynder med Øksfjorden)
Øksfjorden er en fjordarm af Vestfjorden i Lødingen kommune i Nordland fylke  i Norge. Den går knap  24 kilometer i nordøstlig retning fra indløbet mellem Kalvhovudet i vest og Kolsvikholmen, syd for Øksnes, i øst. Medregnet Vestpollen er den totale længde 26,5 kilometer og afstanden fra fjordbunden til Møysalen er i luftlinje på omkring 3,5 kilometer. Øksfjorden er den sydvestligste af fjordene på Hinnøya.
Den indre del af fjorden er beskyttet som landskapsvernområde mens Vestpollen er beskyttet som nationalpark. 
Bebyggelsen langs fjorden er hovedsageligt  koncentreret omkring Øksnes og Øksneshavn ved indløbet på østsiden samt Svartskardet og Kvannkjosen på vestsiden. Ellers spredt landbrugsbebyggelse. Europavej E10 krydser fjorden ved Husjordøya via to broer over Auster- og Vesterstraumen. Den del af fjorden som ligger nord for europavejen hedder  Innerfjorden.